# Ferenc Kiss (bibliograf)
Ferenc Kiss (n. 4 noiembrie 1958, Budapesta, Republica Populară Ungară) este un scenarist de benzi desenate și bibliograf maghiar.

## Biografie
În 1966 a început să colecționeze cărți de benzi desenate în limba maghiară. În 1988 a participat la un concurs de scenarii pentru benzi desenate, organizat de revista Füles, dar nu a câștigat. Prima sa carte de benzi desenate, realizată după romanul A föld alatti piramis de László L. Lőrincz, a fost publicată de revista Füles în anii 1990, cu ilustrații realizate de Endre Sarlós.
De-a lungul timpului a lucrat cu Ernő Zórád, Livia Rusz, Attila Fazekas și Mihály Vass. El i-a făcut cunoscuți cititorilor revistei Füles pe Imre Fekete, Dávid Cserkuti, Péter Zsoldos, Zoltán Varga Zerge și Zsolt Garisa. Începând din 1998 a colaborat cu ilustratoarea Livia Rusz, împreună cu care a creat povestea „Prometeu, binefăcătorul cu intenții rele” și a publicat seria „Aventurile lui Kalamajka” în revista pentru copii Dörmögő Dömötör.
În ultimii ani s-a ocupat cu cercetarea, cartografierea, compilarea de benzi desenate și elaborarea unei istorii a cărților de benzi desenate maghiare. A publicat în 2009 o monografie dedicată creației Liviei Rusz, retipărită cu sprijinul Institutului Cultural Român cu ocazia Salonului European de Bandă Desenată din 2011.
Începând din iunie 2004 a organizat întâlnirile KKK (Képregény Kedvelők Klubja, Clubul iubitorilor de cărți de benzi desenate) la Budapesta.

## Cărți publicate
- Livia Rusz - o monografie, Colecția Argonaut, Editura MJM, Craiova, 2009 - împreună cu Dodo Niță
- Füles képregény-bibliográfia 1957-2013, Linea Comics Kft., Budapesta, 2013.

## Premii
- Premiul Korcsmáros Pál (2015)